# Beni shōga
Le beni shōga (紅生姜, littéralement « gingembre pourpre ») est un type de tsukemono (salaison japonaise), utilisé comme condiment.
Il est fabriqué à partir de gingembre coupé en tranches fines, coloré en rouge par des feuilles de shiso rouge (赤紫蘇, akajiso) et mariné dans du vinaigre d'abricot du Japon (梅, ume) appelé umezu (梅酢). Il est servi avec un grand nombre de plats japonais, dont le gyūdon, les okonomiyaki, et le yakisoba.
Ne pas confondre le beni shōga avec le gari qui est un autre type de gingembre mariné qui accompagne le sushi.